# Assedio di Kannomine
L'assedio di Kannomine del 1554 fu una della tante battaglie combattute da Takeda Shingen per prendere il controllo della provincia di Shinano durante il periodo Sengoku.
Kannomine si trova nella valle di Ina nella provincia di Shinano; era difeso da Chiku Yoritomo, e fu conquistato poco prima dell'assedio di Matsuo e di Yoshioka.